# カイロ・レン
カイロ・レン（Kylo Ren）、ベン・ソロ（Ben Solo）は、アメリカのSF映画『スター・ウォーズ』シリーズに登場する架空のキャラクター。映画本編での配役はアダム・ドライバーで、日本語吹き替えは津田健次郎が担当した。

## 概要
『スター・ウォーズ/フォースの覚醒』にて初登場したダーク・ジェダイ。ハン・ソロとレイア・オーガナの息子であり、本名は「ベン・ソロ（Ben Solo）」。旧3部作の悪役ダース・ベイダーにあたるキャラクターであり、かつて強力なカリスマ性で銀河帝国軍を指揮したベイダー同様に帝国軍の残党が結成した組織「ファースト・オーダー」の幹部として指揮を執り、直属の戦闘部隊「レン騎士団」を従えている。
かつてシスの暗黒卿であった祖父のベイダーを崇拝しており、彼への憧れから変声器を兼ねた黒いマスクと黒いローブを身に纏っている。また30年前の「エンドアの戦い」でベイダーの遺体が火葬された際に焼け残ったマスクを所有し、自室に保管している。「ベイダーが感傷的になったために失敗したこと」をジェダイの最後の生き残りを抹殺することで成し遂げようとしていた。

## 経歴

### 出生前
ヤヴィンの戦いの前、ロザルの反乱者たちの一員であるエズラ・ブリッジャーは惑星ロザルのジェダイ寺院から世界の狭間の世界に侵入した。時空を超越したこの空間の中、ブリッジャーはカイロ・レンの声を聞いた。

### 誕生・幼少期
カイロ・レンはヤヴィンの戦いから5年後（5ABY）、惑星シャンドリラの首都ハンナ・シティで誕生した。

### ラスト・ショット
ジャクーの戦いから2年後、ベン・ソロはシャンドリラのハンナ・シティで父ハン・ソロと母レイア・オーガナと共に生活していた。父から玩具のブラスターを渡されたレンは暴力的な面を増長させ、父が取り上げようとした際には泣き出した。ベンはランド・カルリジアンに懐いており、カルリジアンのことを「ワンウォおいちゃん」と呼んでいた。ファイゼン・ゴア捜索のため、父がカルリジアンと共に家を空けたとき、ベンは父が家を空けてから2日目に父のことを母に聞いた。また、ベンはこの時ホログラム上の父と会話したが、父の体に触れられないことを不思議に思った。

### 青年期
強いフォースを持って生まれたカイロ・レンは暗黒面に惹かれ、自身の中のベイダーの存在を大きくしていた。そのため、レイア・オーガナは兄のジェダイ・マスター、ルーク・スカイウォーカーにレンを訓練させることを決めた。。スターキラー事変の19年前、スカイウォーカーはレンの訓練を開始した。しかし、レンはスノーク最高指導者の誘惑を受けていた。スターキラー事変の6年前、スカイウォーカーは寝静まったレンの小屋を訪れ、フォースを伸ばしてレンの心に入り込んだ。予感を上回る恐ろしい光景を見たスカイウォーカーはライトセーバーを起動した。この時、レンは目を覚まし、スカイウォーカーを目にし、これから起こることを承知した。レンはフォースで自分のライトセーバーを引き寄せ、スカイウォーカーを攻撃し、一方で空いた片手で天井の石をスカイウォーカーの頭上に落とした。レンはダークサイドに転向し、スカイウォーカーのジェダイ寺院を破壊した。ジェダイを滅ぼし、ジェダイ・オーダーの復活を防いだレンはファースト・オーダーの将校によって密かに「ジェダイ・キラー」と呼ばれていた。

### バトルフロントII
ジャクーの戦いから数十年後、カイロ・レンはジナータ星系の惑星ピリオでジナータ・セキュリティーに捕らえられたデル・ミーコを尋問した。ミーコはこれに抵抗したが、レンはフォースによってミーコの精神に干渉し、ミーコの持つ秘密を暴いた。ロー・サン・テッカが地図を持ってバヨラに向かったことを知ったレンは部下にミーコの始末を命じ、ピリオを立ち去った。

### エピソード7/フォースの覚醒
カイロ・レンはルーク・スカイウォーカーの地図を持つロー・サン・テッカがジャクーにいることを知り、キャプテン・ファズマ率いるFN部隊と共にジャクーの村トゥアナルへと侵攻した。レンは村人達を一箇所に集めるとテッカに地図を渡すように要求したが、テッカは地図を渡そうとせず、レンはテッカをライトセーバーで殺害した。その直後、レジスタンスのポー・ダメロン中佐がレンに向けてブラスターを発砲したが、レンはフォースによってブラスター・ボルトとダメロン自身を静止させた。ダメロンは直ちにストームトルーパー達に取り押さえられた。テッカがダメロンに地図を渡したと考えたレンは尋問のためダメロンをリサージェント級スター・デストロイヤー＜ファイナライザー＞へと連行した。その後、レンはファズマに村人の皆殺しを命令した。
レンは旗艦の＜ファイナライザー＞でダメロンを尋問するが、ダメロンは沈黙を貫いていた。レンはフォースを使ってダメロンの精神に干渉し、地図の在処はBBユニットのドロイドの中であると突き止めた。レンはこのドロイドの捜索をアーミテイジ・ハックス将軍に一任した。その後、ダメロンはファースト・オーダーの内部の協力者の助けを借りて＜ファイナライザー＞からの脱出に成功し、レンはその協力者がトゥアナルへの攻撃に参加したストームトルーパーのFN-2187であることを察知した。ストームトルーパーから裏切り者が出たことから、レンはハックスの教育に疑問を呈し、クローン兵を使用すべきだと挑発した。反論するハックスに対し、レンはドロイドの破壊ではなく捕獲を命じた。ハックスは個人的な関心のためにスノークの命令に干渉するなと言い返すが、レンはハックスの身の安全のためにも地図を手に入れろと念を押すのだった。
地図を持つBBユニットのBB-8がジャクーから脱出した後、レンは部下のドフェルド・ミタカ中尉からドロイド回収の失敗の報告を受けた。脱出にFN-2187が関わっている可能性が高いことを知ったレンは自分のライトセーバーを起動すると、近くのコンソールを力任せに斬り付けた。その後、ミタカが脱出には更に若い女性が関わっているということを報告すると、レンはフォースでミタカを引き寄せ、どんな女か訊ねるのだった。
グアヴィアン・デス・ギャングのバラ＝ティクからBB-8はハン・ソロが所有するYT-1300軽貨物船＜ミレニアム・ファルコン＞に乗っているとの情報を得たスノークは、レンをスターキラー基地へと呼び出した。スノークはフォースが覚醒し始めたと語った後、地図を持つドロイドはレンの父であるソロが所持しているという情報を与え、これまでにない試練となると言い渡した。これに対し、レンは自分にとってソロは何の意味もないと主張した。しかし、レンは＜ファイナライザー＞の自室に戻ると、かつてダース・ベイダーが使用していた仮面の前で内心を吐露するのであった。
＜ファイナライザー＞からスターキラー基地の超兵器によるホズニアン星系への攻撃を見届けた後、レンはバジーン・ネタルによってもたらされた情報を元に攻撃部隊を率いてタコダナへと侵攻した。ドロイドは西にいるという報告を受け、レンはドロイドを探すが、ジャクーの廃品回収業者であるレイの攻撃を受けた。レンはブラスターによる攻撃をライトセーバーで防御すると、レイをフォースで拘束した。レイが地図を見たことに気づいたレンは彼女を気絶させ、ドロイドには構わず攻撃部隊を撤収させた。
レンはレイをスターキラー基地へと連行し、情報を得ようとした。レンは彼女に「客人」として招いたと言い、要求の一部にも応じたが、彼女が情報の提供を拒んだため、レンはフォースによる尋問を開始した。しかし、尋問の中レイとレンの間には奇妙なつながりが生まれ、レンは逆にレイに精神を読まれ、恐怖を言い当てられた。レンはスノークに尋問の失敗を報告した。スノークは尋問に手こずるレンを叱責したが、レンはレイに強いフォースが備わっていると主張した。スノークはレンにレイを連れてくるよう命じたが、レンが拷問室に戻ったときにはレイは既に脱出に成功していた。レンは激しく動揺し、ライトセーバーを起動すると拷問室の拷問台や壁を力任せに斬り付け、衛兵を呼んだ。レンは部下にレイを捜索するよう命令を発した。レンが基地の格納庫の封鎖を命じた時、ハン・ソロが＜ミレニアム・ファルコン＞でスターキラー基地に到着し、レンはそれを察知した。レンはスノートルーパーを率いて＜ミレニアム・ファルコン＞に乗り込むが、何も発見することはできずにその場を立ち去った。
レンは基地のエネルギー制御装置（サーマル・オシレーター）の内部でハン・ソロを捜索し、父親と再会する。ソロはレンを出生名で呼びかけ、レンに両親の元へ戻るよう説得した。レンはマスクを脱ぎ、自分の内心の一部を吐き出すとソロに向かってライトセーバーを差し出した。しかしレンはライトセーバーでソロの胸を突き刺し、感謝の言葉を告げるとオシレーターの深部へと突き落とした。レンは父を殺すことで更なる強さが得られると考えていたが、レンはこの行為によって実際には弱くなったと感じていた。バランスを欠いたレンは激昂したチューバッカによる攻撃を察知出来ず、ボウキャスターの一撃を腹部に浴びた。チューバッカがオシレーターに仕掛けた爆弾を起動したことでオシレーターの一部が崩壊する中、レンはその場を立ち去るレイとフィンという名を得たFN-2187を睨み付けた。
レンは＜ミレニアム・ファルコン＞で脱出しようとするレイとフィンを追跡し、スターキラー基地の森で二人と対峙した。レイはレンのことを「化物」と呼び、ブラスターを向けるがレンはフォースによってレイを木に叩き付けた。フィンは気絶するレイに駆け寄りアナキン・スカイウォーカーが作成したライトセーバーを起動した。レンはスカイウォーカーのライトセーバーは自分のものだと主張し、フィンと交戦した。レンは多少の手傷を負いながらもフィンを圧倒して斬り伏せた。レンはフィンが使用していたライトセーバーをフォースで引き寄せるがライトセーバーはレンではなくレイの元へと引き寄せられ、レンは覚醒し始めたフォースはレイのものであったことを悟った。レンはレイを追い詰め、フォースを自分の下で学ぶよう訴えたがその言葉によってレイはマズ・カナタの教えを思い出し、フォースと調和した。レンは逆にレイに追い詰められて敗北し、レンは顔に傷を負うがスターキラー基地の崩壊によって生じた深い裂け目によってレンとレイは断たれた。その後レンはスノークの命令を受けたハックスによって位置センサーを頼りに捜索され、スターキラー基地が崩壊する前に脱出に成功して訓練を完了させるためにスノークの元へと連れて行かれた。

### エピソード8/最後のジェダイ
レジスタンスがイリーニウム星系から脱出した後、カイロ・レンはスノーク最高指導者に呼び出された。スノークはレンの傷を心配するそぶりを見せるも、レンを激しく叱責し、失望をあらわにした。スノークの謁見室を退出し、ターボリフトに乗ったレンは自身のヘルメットをターボリフトに何度も叩き付け、破壊した。ターボリフトから出たレンは、部下にファイターの準備を命じた。
TIEサイレンサーのプロトタイプに乗りこんだレンはスターファイター特殊部隊を連れMC85スター・クルーザー＜ラダス＞を攻撃した。レンは巧みな操縦で＜ラダス＞のハンガー・ベイを破壊し、タリサン・リントラを含むレジスタンスのパイロットや整備員を殺害した。メガ級スター・デストロイヤー＜スプレマシー＞からの攻撃から味方を守るため、後部シールドを強化した＜ラダス＞に対し、レンは正面から攻撃し、ブリッジを照準に捉えた。しかし、ブリッジにいた母、レイア・オーガナが自分を心配していることを察した。レンは葛藤の末、魚雷を発射することができず、発射スイッチから手を放した。その直後、僚機が＜ラダス＞のブリッジを標的に魚雷を発射し、ブリッジを破壊した。＜ラダス＞が＜スプレマシー＞の射程を外れたことで、レンはアーミテイジ・ハックス将軍から撤退の指示を受けた。レンはこれに反対したが、僚機が砲塔によって破壊されたことでハックスの指示に従った。
顔の傷の治療中、レンはフォースのつながりによってレジスタンスのフォース感知者であるレイの姿を見た。二人は言葉を交わしてレンはレイが最後のジェダイであるルーク・スカイウォーカーを見つけたことを悟ったが、つながりはその直後に断たれたのであった。
その後もレンとレイのフォースによる繋がりはしばしば生まれ、オクトーが雨の時に生まれた繋がりでは、レイが受けた雨の滴が＜スプレマシー＞にいるレンに伝わるなど、その度合いを増していった。レンが自室にいるとき、望まぬタイミングで生まれた繋がりの際、レンはスカイウォーカーのジェダイを襲った夜のことを話した。レイはこの話を否定したが、確信はなかった。迷うレイにレンは過去を葬ることで自分の運命に従うことができると助言した。レイがオクトーの小屋にいるときに発生した繋がりでは、孤独を感じるレイを慰め、互いに手を触れ合った。しかし、この繋がりはスカイウォーカーの到着によって断たれたのであった。
オクトーを出発した後、レイはレンをダークサイドから引き戻せると信じてレンのいる＜スプレマシー＞を目指した。レイが乗り込んだ脱出ポッドを収容させることによって＜スプレマシー＞に乗り込んだレイはレンによって謁見室へ連行された。レイはレンをベンと呼び、レンの未来のスノークの支配から転向することを見たと主張した。しかしレンはレイの過去を見ており転向するのはレイの方であることを予言し、更にレイの両親が分かったと発言した。スノークの謁見室に到着したレンはスノークに跪き、スノークによるレイの尋問と拘束を見届けた。スノークがレンにレイの始末を命じるとレンはスノークの言うとおりに「真の敵」に向かってライトセーバーを起動し、スノークを両断した。レンとレイは最高指導者を失った復讐を果たそうとするエリート・プレトリアン・ガード達の攻撃を受けるが、連携してこれを撃退した。レイはレンにレジスタンスへの攻撃を止めるように懇願するがレンはこれを無視し、レイに対して銀河系の支配への協力を仰いだ。レイは拒否するがレンはレイが古いものに拘っていると反論し、レイの両親の正体を語ることでレンの隣以外にレイの場所はないと主張して再度レイに協力を懇願した。レイは手を伸ばすがレンの手は取らずにレンの手にあったスカイウォーカーのライトセーバーをフォースで引き寄せた。レンも同じくスカイウォーカーのライトセーバーをフォースで引き寄せ、その負荷によりライトセーバーはカイバー・クリスタルごと両断された。そして両断とほぼ同じタイミングで＜ラダス＞が＜スプレマシー＞に特攻し、その衝撃でレンとレイは気絶した。
レンが気絶から目覚めた時、既にレイはライトセーバーを回収した上でスノークの船を奪取して＜スプレマシー＞から脱出していた。レンはハックスにレイがスノークを殺したと主張し、残されたレジスタンスを葬るべくクレイトへの部隊の展開を命じた。ハックスは部隊はレンのものではないと命令を拒否したが、レンはハックスの首をフォースで締め、レンが新たな最高指導者であることを認めさせた。
レン率いるファースト・オーダーは惑星クレイトで全地形対応メガキャリバー6などのウォーカーによるヴィアーズ・フォーメーションを展開し、レジスタンスを追い詰めた。レジスタンスはV-4X-Dスキー・スピーダーを用いて防衛戦を展開するが、レンは意に介さずに進軍を命じた。しかし、レジスタンスの援軍としてYT-1300軽貨物船＜ミレニアム・ファルコン＞が登場するとレンは全戦闘機に＜ミレニアム・ファルコン＞の攻撃を命じた。反乱軍の基地の扉をバッタリング・ラム・キャノンで破壊した後、レンは進軍を命じるが、破壊された扉からスカイウォーカーが現れたことで停止を命じた。レンは全火力をスカイウォーカーに集中させた。十分な砲撃の後、スカイウォーカーが無傷であることを確認したレンはシャトルの着陸を命じた。ハックスは着陸を反対するが、レンはフォースでハックスを叩き付け進言を無視した。
レンはスカイウォーカーと対峙し、ライトセーバーで攻撃したが攻撃は全て避けられていた。スカイウォーカーはレンに謝罪したが一方でレンの主張には全て反論した。そしてスカイウォーカーはライトセーバーの光刃を収めた。レンはスカイウォーカーに突撃し、ライトセーバーを大きく振るったがライトセーバーは空を切った。レンはスカイウォーカーにライトセーバーを突き刺し、スカイウォーカーがフォースによって投影された存在であったことを察した。スカイウォーカーは再会を示唆すると姿を消してレンは絶叫した。
レンはスノートルーパーを率いて反乱軍の基地に潜入するが、レジスタンスは既に基地を脱出していた。司令室の床の上にあったソロのサイコロを見つけたレンはそれを拾い上げた。サイコロを見つめる内に再びレイとつながったレンはレイを見つめ、レイが冷静であり憎しみも同情も持っていないことを感じ取った。レイによってフォースのつながりが断たれた後レンはサイコロを見つめ直すが、サイコロもまたフォースの投影でありサイコロもレンの手の中から消え去った。

### エピソード9/スカイウォーカーの夜明け
クレイトの戦いから一年後、ファースト・オーダーの最高指導者として銀河の大半を支配し、惑星ムスタファーでシスのウェイファインダーを見つけて惑星エクセゴルに導いた。そこで出会ったのが死んだはずの銀河帝国皇帝でありシスの暗黒卿であるシーヴ・パルパティーンだった。彼はエンドアの戦いで肉体は滅びたが魂だけは逃げ延びた後、シスの信奉者達によって魂をクローン体に移して生命維持装置を着けられた状態で生き長らえ密かにシスの大艦隊を建造した。更にベンをダークサイドに引き込んだ張本人であり最高指導者のスノークはパルパティーンが生み出した分身に過ぎなかった。彼はレイの正体を知りながら彼女を殺すように指示を受け、その見返りにファイナル・オーダーの指導者の地位とシスの大艦隊の指揮権を約束した。
惑星パサーナではレイのフォースを感じ取り位置を知られ、自らレン騎士団を率いて赴きタイ・ファイターで奇襲をするが返り討ちにあい機体が破壊された。更にチューバッカを捕らえた輸送船を止めようとするレイのフォースにぶつかりながら彼女はフォース・ライトニングを覚醒した事で取り逃がした。惑星キジーミでは再びフォースを感じ居場所が知られ、幻影姿で闘いその最中にレイの家族は皇帝パルパティーンの孫娘で彼女の父親がパルパティーンの息子であると明かされた。スター・デストロイヤーの艦内の格納庫でレイ達を追い詰めたが、ミレニアム・ファルコンで再び逃げられた。エンドアの月ケフ・バーにて破壊された第2デス・スターの残骸跡でもう１つのウェイファインダーをレイが見つけるが破壊し、そのまま一対一の決闘になる中で母親であるレイアの声を聞いた直後にレイに敗れると同時に母の死を感じレイにフォース・ヒーリングで傷を治されレイはその場を去っていた。
失意を受けた彼を救ったのは今は亡き父親であるハン・ソロで彼の心の記憶から生まれた幻影の励ましだった。彼をライトサイドに帰還させて皇帝パルパティーンの打倒を誓うと共に自身のライトセイバーを海に捨てた。それと同時に、カイロ・レンからベン・ソロへと戻った。惑星エクセゴルの戦いではタイ・ファイターで駆けつけレン騎士団が待ち受けて窮地に立たされるが、ベンがレイアのライトセイバーを受け取りレン騎士団を全滅させた。レイと合流した後はパルパティーンの圧倒的な力で生命エネルギーを奪われ、ベンは吹っ飛ばされ割れ目に落ちるがレイはフォースと１つになり歴代のジェダイの声を聞き背中を押された。そしてパルパティーンのフォース・ライトニングを弾き返し自身が浴びた事により遂にパルパティーンの肉体と魂は消滅し、それと同時にシス・エターナルズの信奉者達と共に崩壊した。だがレイは力を使い尽くし絶命してしまう。しかし裂け目に落ちたベンはまだ生きていた。彼はフォース・ヒーリングでレイの命を救った。それを見届けながらキスを交わした後にレンは力尽きて絶命した。亡骸はフォースと一体化し、レイアの亡骸もフォースと一体化した。これによりスカイウォーカーの血縁も絶たれたのである。

## 性格
気性が激しく激情的な性格でダークサイドに堕落する前の祖父アナキンと共通する部分が多く、未熟な面が目立つ。通常のライトセーバーと異なりレンのセーバーから放射される光刃は燃え盛る火のような形状をしており、彼の性格と未熟さを表しているとされる。自分は弱者を支配する権利を持つと考えるなどその行動も独断専行的な傾向が強い。自分の思い通りに物事が進まないとライトセーバーで周囲の物を斬り付けるなどヒステリックな面も散見される。
未熟故にダークサイドとライトサイドの狭間で苦悩しており、崇拝しているベイダーと同じ強さを手に入れたいと考えている一方、自分は祖父ほど強くなれないのではと恐れている。実際レイにそのことを指摘されたときは激しく動揺していた。
映画で演じたアダム・ドライバーは「カイロ・レンは何かに進化していかなきゃいけない、甘やかされた金持ちの子供みたいなものだよ。自分自身を探す道のりの途中にいるんだ。自分が何者なのか見つけるためには比喩的な意味でこの場合は文字通り父親を殺さなくてはいけないこともある。一人前になるためにいつかは自己主張する必要がある。でも結局のところ自分が何者なのか本当にはわからないものだけどね。」とレンの性格を語っている。

## 能力
カイロ・レンはジェダイとダークサイドの教えを学んだフォースの使い手であり、その矛盾する教えによって力を得ていた。レンはフォースによって驚異的な反射神経とテレキネシス能力を手に入れ、それを戦闘に活かしていた。しかしハン・ソロ殺害直後の動揺した状態ではチューバッカの一撃を察することはできなかった。レンはテレパシーで相手の思考を読む事が得意であり、特に囚人に対してその能力が発揮された。レンはフォースで相手の動きを封じることも得意としていた。
またレンは恐るべきライトセーバーの腕前を持ち、それによってルーク・スカイウォーカーのジェダイを滅ぼした。チューバッカのボウキャスターによる重傷を受けていながらもレンはフィンを圧倒することが出来たが、フォースと調和したレイには敗北した。
レンは父親であるハン・ソロの卓越した操縦技術を引き継いだ熟練のパイロットでもあった。レンはこの才能によってTIEサイレンサーに素早さと獰猛さを持たせていた。

## 装備

### ヘルメット
カイロ・レンが祖父ダース・ベイダーの遺志を継ぐ象徴として被っていた。防具としての役割と共にボイスチェンジャー機能も備える。『最後のジェダイ』ではスノーク最高指導者に叱責された際に「馬鹿げたマスク」と罵られ、その帰途カイロ・レンは屈辱から自らヘルメットを破壊した。だがその後、スノークを殺害し、自らが最高指導者に取って変わる。
最高指導者となった約1年ほど後の『スカイウォーカーの夜明け』では、復活を遂げた皇帝パルパティーンと会談、彼が密かに準備していた大軍隊ファイナル・オーダーとの同盟を結んでの銀河支配への最終決戦に望むに当たり、以前に破壊したヘルメットをアルブレクなる修理工に依頼して修繕。アルブレクのシスの秘術を用いた技巧で、割れたヒビの部分には赤く発光する特殊な素材が用いられ、強度も以前以上に頑丈になった。
修繕されたヘルメットのデザインコンセプトは日本の工芸技術「金継ぎ」から着想を得たとされている。

### クロスガード・ライトセーバー
カイロ・レンはマラコアの大戦乱の時代に起源を持つ珍しいデザインのクロスガード・ライトセーバーを所持していた。レンはライトセーバーにひび割れた赤いカイバー・クリスタルを使用しており、その為にプラズマの刃は不安定で揺らめく炎のように一定ではなかった。レンはこのライトセーバーを使用してロー・サン・テッカやハン・ソロを殺害した。また、大小計3本の光刃を展開する独特の形態ゆえに、ライトセーバーを手にしたフィンとの戦闘では、鍔迫り合いの近接状態にて彼の右肩に刺し傷を与えている。

#### ライトセーバー
ルーク・スカイウォーカーの下での修行中、カイロ・レンと名乗る以前のベン・ソロであった頃は青い光刃のライトセーバーを所持していた。このライトセーバーはスイッチをスライドさせることで起動することができ、ダイアチウム・パワー・セルが使用されていた。スカイウォーカーがレンの寝室でライトセーバーを起動する姿を見たレンはこのライトセーバーを用いて自分の身を守った。
後に装備するようになるクロスガード・ライトセーバーはこれを改造して制作している。

### TIEサイレンサー
カイロ・レンは帝国のTIEインターセプターやダース・ベイダーのTIEアドバンストx1を彷彿とさせる機体を所持し、レジスタンスとの戦いで使用した。カイロ・レンのTIEサイレンサーはレーザー・キャノンとミサイル・ランチャーを装備した角形の戦闘機だった。レンの持つ操縦性能により、TIEサイレンサーは速度と獰猛さを更に増していた。TIEサイレンサーの様な航空機はファースト・オーダーには他に存在せず、レンのレジスタンスを滅ぼす任務において効果的な道具であった。

### ファイナライザー
ファースト・オーダーが所有するリサージェント級バトルクルーザー。カイロ・レンはアーミテージ・ハックスと同じくこの船を旗艦としていた。

### カイロ・レンのコマンド・シャトル
ファースト・オーダーの高官に相当するカイロ・レンは専用のユプシロン級コマンド・シャトルを所持していた。黒い猛禽類を思わせるこのシャトルの翼には乗客を守るための仕組みが搭載されており、高性能のセンサーやシールド・ジェネレータ、通信妨害装置などが存在した。レンは惑星ジャクーや惑星タコダナ、惑星クレイトでもこのシャトルを使用して前線に自ら赴いた。
クレイトの戦いにおいて、このシャトルはジョバー・タヴソンによって操縦されていた。